# 민소영
민소영(1978년 ~ )은 대한민국의 여성 판타지 소설 작가이다. 약사인 동시에 작가로, 거의 매년 꾸준히 작품을 내고 있으며 필명으로 아울, 소하를 쓴다. 커그에서 활동하고 있다.

## 작품
- 검은 숲의 은자 (전5권, 자음과 모음, 1999)
- 폭풍의 탑 (7권까지 출간, 자음과모음, 2002)
- 겨울성의 열쇠 (전9권, 발해, 2004)
- 홍염의 성좌 (전7권, 청어람, 2005)
- 북천의 사슬 (전6권, 청어람, 2007)
- 적야의 일족 (1권, 대원씨아이, 2008)
- 먼 곳의 바다 (단권, 로크미디어-노블레스 클럽-, 2009)
- 꽃배마지 (단편, 꿈을걷다2009에 수록, 로크미디어-노블레스 클럽-, 2009)
- 스피리투스 (전3권, 제우미디어, 2010)
- 마로니에 나무(단편, 네이버 오늘의 문학, 2010)
- 조선비록 혈기담 (전2권, 청어람, 2011)
- 불의 왕, 대지의 용 (전9권, 북큐브네트웍스, 2011)
- 공후연 (로맨스, 전2권, 청어람, 2012)
- 창백한 말 (YES 24 e연재, 2013년 5월 30일 - 2014년 2월 8일)
- 창백한 말 시즌1 (만화, 스토리 담당, 재미주의, 2014)
- 창궁 (로맨스, 2권, 외전 2권, 예원북스, 2014)
- 운한 (로맨스, 2권, 외전 1권, 예원북스, 2015)
- 청완의 신시 (집필중)